# Isak Lothigius
Isak Johan Gustaf Lothigius, född den 14 mars 1827 i Karlshamn, död den 2 oktober 1904 i Stockholm, var en svensk jurist. Han var far till Emilia Broomé. 
Lothigius blev student vid Lunds universitet 1845. Han blev auskultant i Hovrätten över Skåne och Blekinge 1849 och i Göta hovrätt 1850, extra ordinarie kanslist i sistnämnda hovrätt samma år, erhöll första domarförordnandet 1852, blev extra ordinarie kriminalnotarie 1853 och vice häradshövding samma år, första gången adjungerad ledamot 1859 och assessor 1862. Lothigius var hovrättsråd 1875–1897. Han var stadsfullmäktig i Jönköping 1875–1893, varav de fyra sista åren ordförande. Lothigius blev riddare av Nordstjärneorden 1876 och kommendör av andra klassen av samma orden 1893. Han vilar på Norra begravningsplatsen utanför Stockholm.